# Showroomprive
Showroomprive è un'azienda francese di e-commerce fondata nel 2006, tra i leader nel settore a livello europeo, che opera con la formula della "vendita-evento" online, offrendo prodotti di marca di abbigliamento, gastronomia, cosmesi, Hi-tech e oggettistica per la casa a prezzi scontati. 
L'iscrizione al sito è gratuita e non comporta alcun obbligo di acquisto.

## Storia
L'azienda nasce dall'incontro nel 2006 e dalla successiva collaborazione di Tierry Petit e David Dayan già attivi da tempo nel mondo del web. Tierry Petit forte di quindici anni di esperienza nel settore, aveva già creato il sito di acquisti online Toboo.com, poi acquisito da Tiscali e successivamente da Alice; mentre David Dayan, esperto della distribuzione di grandi marche a prezzi scontati, aveva aperto il proprio negozio al dettaglio "Showroom30"; una superficie di vendita di 1.000 metri quadrati nel cuore di Parigi.
Nell'ottobre 2016 ha comprato  Saldi Privati Banzai per 28 milioni di euro.

## Struttura
Il sito web di Showroomprive è attivo, oltre che in Italia in altri sei paesi che sono: Francia, Regno Unito, Spagna, Portogallo, Belgio e Paesi Bassi. Gli utenti iscritti sono più di 13 milioni. L'impresa ha inoltre un team in continua espansione di oltre 440 persone, con sedi a Parigi e Madrid e cinque centri logistici, per un totale di 70.000 m2.
Dal 2010 l'impresa si avvale del supporto di Accel Partners (già partner di siti come Facebook e Spotify) che ha investito in Showroomprive 37 milioni di euro.
Ad aprile 2013 Ping Ki Houang, specialista nella gestione di e-commerce e di società di vendita al dettaglio, è stato nominato Direttore Generale e CPP di Showroomprive.

## Funzionamento
Showroomprive mette a disposizione dei suoi membri più di 1.650 brand famosi sia del mercato italiano che internazionale e organizza vendite-evento limitate nel tempo (sino ad un massimo di 5 giorni) con sconti che vanno da un minimo del 30% ad un massimo del 70% sul prezzo iniziale. Ciascun ordine viene processato, senza intermediari, nei magazzini presenti a Parigi, e la consegna è garantita nell'arco di tre settimane. Tuttavia il servizio express offre la possibilità di consegna rapida in 72 ore, nel 40% dei casi.

## Mercato italiano
In Italia l'impresa è presente dal giugno 2011 e conta 1,3 milioni di iscritti. Il suo fatturato, per l'anno 2012, è stato di 20 milioni di euro.

## Premi e riconoscimenti
Il 27 maggio 2013 Showroomprive.it viene insignito del primo premio, categoria assoluta, al Netcomm eCommerce Award 2013, come miglior sito di e-commerce italiano. Nella stessa edizione si aggiudica anche il premio come miglior sito della categoria Abbigliamento e Accessori..